# Gellér Balázs
Gellér Balázs József (Budapest, 1968. október 9. –) habilitált egyetemi tanár, ügyvéd, a Gellér és Bárányos Ügyvédi Iroda vezetője. Nős, négy gyermek édesapja.

## Tanulmányok
1992-ben az ELTE Állam- és Jogtudományi Karán avatták a jogtudomány doktorává (summa cum laude), ezt követően a Cambridge-i Egyetemen folytatott LLM tanulmányokat, majd majd ugyancsak Cambridge-ben 2000-ben megszerezte a PhD fokozatot.
Részt vett az ICRC és a New York University egyetemi oktatóknak szervezett posztdoktori továbbképzésén nemzetközi humanitárius jogból.
Jogi szakvizsgáját 2004-ben, jeles minősítéssel tette le. 2007-ben habilitált, habilitációs előadásának címe: A büntetőjogi bűnösség objektivizálódása mint a nemzetközi kihívásokra adott válasz.
2013-ban a köztársasági elnök egyetemi tanárrá nevezte ki.
Angol és német nyelven felsőfokú szakmai nyelvvizsgával rendelkezik és mindkét nyelven folyamatosan ad elő hazai és nemzetközi rendezvényeken, illetve jár el jogügyeletek során.

## Munkássága
Az ELTE-n habilitált egyetemi tanár, 2008-tól 2011-ig, majd 2014-től jelenleg is a Büntetőjogi Tanszék tanszékvezetője. Az ELTE mellett a győri Széchenyi István Egyetemen is oktatott, a Jogi Kar Bűnügyi Tudományok Tanszékét is öt évig vezette. Az egyetemet segítő munkájáért 2020-ban megkapta a rangos Pro Facultate Díjat.
Az ELTE  doktori iskolájában is oktat. 2010 óta testületi tagja az Országos Tudományos Kutatói Alapprogramok (OTKA) Bizottságnak, amely minőségében részt vesz az állam- és jogtudományok, illetve politikatudományok terén beadott pályázatok bíráló bizottságában.
Több mint 100, magyarul és idegen nyelven megjelent tudományos cikk, könyv és monográfia szerzője, két kötet szerkesztője, több tankönyv és kommentár társszerzője. Tanácsaival segítette az új Btk megalkotását.

## Megbízatások
Ügyvédi és oktatói munkássága mellett az elmúlt évek során különböző közmegbízatásokat töltött be. Az Országos Kiemeltségű Társadalomtudományi Kutatások kuratóriumának tagja volt. Az Igazságügyi Minisztérium megbízásából a nemzetközi büntetőtörvénykönyv kodifikációs bizottságát vezette, de tagja volt a külföldi bizonyítványok és oklevelek elismeréséről szóló törvény kodifikációs bizottságának is.
Az Andrássy Gyula Német Nyelvű Egyetem (Budapest) létrehozásánál a Jogtudományi Intézetért felelős vezető szakértőként működött közre.
Az Oktatási Minisztérium közjogi tanácsadójaként dolgozott, de volt ugyanitt kabinetfőnök, miniszteri főtanácsadó és miniszteri biztos.
Az Emberi Jogok Országgyűlési Biztosa Általános Helyettesének nemzetközi jogi és emberi jogi tanácsadójaként is dolgozott. 1995-ben az Európa Tanács, Európai Emberi Jogok Bizottságának jogtanácsosa. Jogalkalmazóként kiemelten nemzetközi joggal, büntetőjoggal, polgári joggal és közigazgatási joggal foglalkozik.

## Publikációs tevékenység
- Huszonegy könyv, illetve monográfia szerzője, társszerzője.
- Hatvanöt könyvrészlet szerzője.
- Harminchat tudományos folyóiratcikk szerzője.
- Összesen 828 hivatkozás, ebből 781 független.

### Legfontosabb publikációi
- Gellér Balázs – Ambrus István – Vaskuti András: A magyar büntetőjog általános tanai II. Büntetéstan (A büntetőjogi jogkövetkezmények tana). ELTE Eötvös, Budapest, 2019
- Gellér Balázs – Ambrus István: A magyar büntetőjog általános tanai I. Második, javított és hatályosított kiadás. ELTE Eötvös, Budapest, 2019.
- Gellér B., Belovics E., Nagy Ferenc, Tóth M.: Büntetőjog I. Általános Rész: A 2012. évi C. törvény alapján (szerk.: Busch Béla, HvgOrac, Budapest, 2012.)
- Gellér Balázs – Ambrus István: A bűncselekmény tudományos fogalmának újragondolása és az absztrakt tényállás új értelmezése, In: Holé Katalin – Király Eszter (szerk.): Haladás és ellenállás: Erdei Tanár Úr és más szerzők dolgozatai. ELTE Eötvös, Budapest, 2021.
- Gellér Balázs: A hálapénz megítélése az egészségügyben az új szabályozás fényében, In: Koltay András – Gellér Balázs (szerk.): Jó kormányzás és büntetőjog: Ünnepi tanulmányok Kis Norbert egyetemi tanár 50. születésnapjára, Ludovika Egyetemi Kiadó, Budapest, 2022.
- Gellér Balázs - Bárányos Bernadett: Az új Be. kapcsán a joggyakorlatban jelentkező egyes problémák az előkészítő ülés, a szakértő és a zár alá vétel szabályozásán keresztül, In: Ünnepi tanulmányok Farkas Ákos professzor 65. születésnapjára, Miskolci Jogi Szemle, A Miskolci Egyetem Állam- és Jogtudományi Karának folyóirata 14. évfolyam (2019) 2. különszám 1. kötet, 303-315. o.
- Gellér Balázs - Bárányos Bernadett: Meddig tágítható a bűnszervezet fogalom? Büntetőjogi és alkotmányos aggályok a bűnszervezet fogalom bírósági értelmezésével kapcsolatban, in: Magyar Jog 2019 vol. 66. 7-8. szám, 468-476. o.
- Gellér Balázs: A joghatóságok és jogágak ütközése a ne bis in idem elv európai interpretációjának fényében. (Befejezetlen találgatások a bizonytalanságról), in: Menyhárd Attila, Varga István (szerk.): 350 éves az Eötvös Loránd Tudományegyetem Állam- és Jogtudományi Kara 2. kötet: A jubileumi év konferenciasorozatának tanulmányai, Budapest, ELTE Eötvös Kiadó, 2018, 1353-1379. o.
- Gellér B. - Ambrus I.: Fennmaradó kérdőjelek a büntetőjogi bűnszervezet-fogalom alkotmányossága körül. In: Barabás A. Tünde - Vókó György (szerk.): A bonis bona discere: Ünnepi kötet Belovics Ervin 60. születésnapja alkalmából. 538 p. Budapest: Országos Kriminológiai Intézet, 2017. pp. 61–78.